# Fidget spinner
Fidget Spinner là một loại đồ chơi giảm stress. Một Fidget Spinner bao gồm một mang ở trung tâm làm từ bất kỳ của một loạt các nguyên liệu bao đồng, thép không gỉ, titan, đồng và nhựa. Đồ chơi này được quảng cáo như là sự giúp đỡ đối với những người có rắc rối với sự tập trung hoặc bồn chồn (như những người bị rối loạn tăng động giảm chú ý, bệnh tự kỷ, hoặc lo âu) bởi tác dụng của nó như một hạn chế bớt năng lượng thần kinh hoặc căng thẳng. Các chuyên gia tuyên bố rằng đồ chơi này càng gây mất tập trung hơn và chưa có cơ sở chính xác để khẳng định tác dụng thật của nó. 
Cũng có nhiều ý kiến cho rằng, spinner tạo ra để giảm tải các thói quen xấu khi nhàn rỗi của con người như cắn móng tay, hút thuốc, rung đùi hay gõ tay xuống bàn.
Mặc dù chúng được phát minh vào những năm 1990, nhưng Fidget Spinner đã trở nên nổi tiếng vào năm 2017. Có khả năng giải tỏa căng thẳng, spinner được sử dụng nhiều trong các trường học, nhưng lại có một số trường cấm học sinh mang theo chúng vì chúng sẽ gây mất tập trung ở học sinh. Một số trường khác thì cho học sinh sử dụng ngoài giờ học để giúp họ tập trung hơn.
Ngày nay, cách chơi spinner cũng có sự phát triển làm cho chơi spinner trở nên thú vị hơn, như đọ thời gian xoay với nhau, xem những hiệu ứng hình ảnh độc đáo có thể xuất hiện,....

## Thiết kế
Fidget spinner thường được thiết kế với ý định giải tỏa căng thẳng. Một spinner cổ điển bao gồm hai hoặc ba cánh với một bộ phận trung tâm ở giữa với nhiều cách trang trí khác nhau.Tuy nhiên,ngoài spinner hai và ba cánh còn có các loại như: không cánh, 8 cánh.Thứ tạo nên đẳng cấp của một chiếc spinner là thời gian quay, họa  tiết trang trí và chất liệu làm nên chiếc spinner đó.Người dùng thường cầm vào phần giữa trong khi spinner đang quay.Chiếc spinner rẻ thường làm từ nhôm, nhựa,còn spinner cao cấp có chất liệu làm từ đồng thép và cả titianium. Bộ phận giữa thường được thiết kế bằng nhiều họa tiết khác nhau thường là gốm sứ và hỗn hợp. Thêm vào đó, họa tiết sẽ trở nên khác biệt khi spinner đang quay, spinner có thể sẽ rung hoặc ồn tùy thuộc vào bộ cảm biến trong nó. Một số spinner có thiết rất độc đáo và đẹp mắt như: Trống đồng, Bánh xe, Đôi cánh,...v.v

Một chiếc spinner giá rẻ có thể quay từ 30 đến 90 giây, trong khi đó một chiếc spinner cao cấp có thể quay từ 3 đến 5 phút. Do có sự phân biệt như vậy nên giá của spinner cũng dao động khá rộng,từ vài chục nghìn đồng đến cả triệu đồng một chiếc. Đây thực sự là một món hời với những thương gia hay những công ty sản xuất đồ chơi.

## Kĩ thuật chơi spinner
Có thể kể đến một số kĩ thuật như tung hứng spinner, xoay trên một đầu ngón tay hoặc chuyền qua lại giữa hai tay. Hiện nay, kĩ thuật chơi spinner đã và đang tiếp tục hình thành nhiều kiểu khác nhau với cùng một mục đích là thử thách kĩ năng bản thân và so tài cũng với bạn bè.